# DDR-Rundfahrt 1972
Die 20. DDR-Rundfahrt fand vom 8. bis zum 13. August 1972 statt. Sie führte mit sechs Etappen über 763 km. Die 6. Etappe fand auf dem Kurs des Rennens Rund um Langenau statt. Mit Fedor den Hertog wurde zum ersten und einzigen Mal ein Niederländer Gesamtsieger der Rundfahrt. Es gab den ersten und einzigen ausländischen bzw. niederländischen Doppelsieg. Bester DDR-Fahrer war Dieter Gonschorek auf dem dritten Platz.

## Teilnehmer
Am Start waren 88 Radrennfahrer aus der DDR, den Niederlanden, Rumänien, der Schweiz, der Tschechoslowakei und Polen.

## Wertungstrikots
Bei dieser Rundfahrt wurden drei Wertungstrikots vergeben: das Gelbe Trikot des Gesamtbesten, das Blaue der besten Mannschaft sowie das Violette des aktivsten Fahrers.

## Etappen
Die Rundfahrt erstreckte sich mit sechs Etappen über 763 km.

### 1. Etappe: Rund imBezirk Cottbus, 145 km
|    | Fahrer            | Mannschaft           | Zeit       |
| -- | ----------------- | -------------------- | ---------- |
| 1. | Jaroslav Poslušný | ČSSR                 | 3:25:30 h  |
| 2. | Fedor den Hertog  | Niederlande          | + 0:10 min |
| 3. | Wolfgang Wesemann | DDR I                | + 1:35 min |
| 4. | Hennie Kuiper     | Niederlande          | + 1:45 min |
| 5. | Manfred Kummich   | SV Lokomotive        | + 1:45 min |
| 6. | Lutz Schulze      | ASK Vorwärts Leipzig | + 1:45 min |

### 2. Etappe: Rund in derNiederlausitz, 146 km
|    | Fahrer            | Mannschaft      | Zeit       |
| -- | ----------------- | --------------- | ---------- |
| 1. | Michael Milde     | DDR I           | 3:27:50 h  |
| 2. | Dieter Gonschorek | DDR I           | + 0:10 min |
| 3. | Horst Wagner      | SC DHfK Leipzig | + 0:20 min |
| 4. | Bernhard Fielsch  | TSC Berlin      | + 0:30 min |
| 5. | Manfred Kummich   | SV Lokomotive   | + 0:30 min |
| 6. | Wolfgang Fiedler  | DDR II          | + 0:30 min |

### 3. Etappe:Cottbus–Forst– Cottbus (Einzelzeitfahren), 40 km
|    | Fahrer               | Mannschaft      | Zeit       |
| -- | -------------------- | --------------- | ---------- |
| 1. | Dieter Gonschorek    | DDR I           | 51:46 min  |
| 2. | Fedor den Hertog     | Niederlande     | + 0:30 min |
| 3. | Wolfgang Fiedler     | DDR II          | + 1:43 min |
| 4. | Karl-Heinz Oberfranz | DDR I           | + 2:03 min |
| 5. | Erwin Raidt          | SC DHfK Leipzig | + 2:08 min |
| 6. | Juliusz Firkowski    | Polen           | + 2:36 min |

### 4. Etappe: Cottbus –Mittweida, 180 km
|    | Fahrer          | Mannschaft      | Zeit       |
| -- | --------------- | --------------- | ---------- |
| 1. | Manfred Kummich | SV Lokomotive   | 4:43:07 h  |
| 2. | Milan Skořepa   | ČSSR            | + 0:10 min |
| 3. | Robert Thalmann | Schweiz         | + 0:20 min |
| 4. | Hennie Kuiper   | Niederlande     | + 0:30 min |
| 5. | Joachim Müller  | TSC Berlin      | + 3:15 min |
| 6. | Dietmar Käbisch | SC DHfK Leipzig | + 3:28 min |

### 5. Etappe: Mittweida –Langenau, 109 km
|    | Fahrer            | Mannschaft           | Zeit       |
| -- | ----------------- | -------------------- | ---------- |
| 1. | Jaroslav Poslušný | ČSSR                 | 3:08:00 h  |
| 2. | Wolfgang Fiedler  | DDR II               | + 0:10 min |
| 3. | Fedor den Hertog  | Niederlande          | + 0:35 min |
| 4. | Hennie Kuiper     | Niederlande          | + 2:15 min |
| 5. | Cees Priem        | Niederlande          | + 2:55 min |
| 6. | Detlef Kletzin    | ASK Vorwärts Leipzig | + 2:55 min |

### 6. Etappe:Rund um Langenau, 143 km
|    | Fahrer               | Mannschaft         | Zeit       |
| -- | -------------------- | ------------------ | ---------- |
| 1. | Karl-Heinz Oberfranz | DDR I              | 3:36:32 h  |
| 2. | Ueli Sutter          | Schweiz            | + 0:10 min |
| 3. | Hennie Kuiper        | Niederlande        | + 0:20 min |
| 4. | Uwe Kay              | SC Karl-Marx-Stadt | + 0:30 min |
| 5. | Joachim Müller       | TSC Berlin         | + 0:48 min |
| 6. | Fedor den Hertog     | Niederlande        | + 1:13 min |

## Gesamtwertungen

### Gelbes Trikot (Einzelwertung)
|     | Fahrer            | Mannschaft      | Zeit        |
| --- | ----------------- | --------------- | ----------- |
| 01. | Fedor den Hertog  | Niederlande     | 19:17:52 h  |
| 02. | Hennie Kuiper     | Niederlande     | + 04:05 min |
| 03. | Dieter Gonschorek | DDR I           | + 04:36 min |
| 04. | Manfred Kummich   | SV Lokomotive   | + 06:08 min |
| 05. | Wolfgang Fiedler  | DDR II          | + 06:12 min |
| 06. | Jaroslav Poslušný | ČSSR            | + 07:42 min |
| 07. | Cees Priem        | Niederlande     | + 10:30 min |
| 08. | Ueli Sutter       | Schweiz         | + 11:27 min |
| 09. | Michael Milde     | DDR I           | + 11:51 min |
| 10. | Robert Thalmann   | Schweiz         | + 12:10 min |
| 11. | Erwin Raidt       | SC DHfK Leipzig | + 12:51 min |

### Blaues Trikot (Mannschaft)
|    | Mannschaft       | Zeit        |
| -- | ---------------- | ----------- |
| 1. | Niederlande      | 58:08:11 h  |
| 2. | DDR I            | + 15:03 min |
| 3. | ČSSR             | + 25:29 min |
| 4. | SC DHfK Leipzig  | + 32:16 min |
| 5. | SC Dynamo Berlin | + 40:32 min |
| 6. | SV Lokomotive    | + 41:39 min |

### Violettes Trikot (Aktivster Fahrer)
|    | Fahrer            | Mannschaft  | Punkte |
| -- | ----------------- | ----------- | ------ |
| 1. | Fedor den Hertog  | Niederlande | 79     |
| 2. | Hennie Kuiper     | Niederlande | 34     |
| 3. | Dieter Gonschorek | DDR I       | 33     |

## Anmerkung
1. ↑  Bei allen Zeitangaben sind die Etappenzeitgutschriften bereits mit eingerechnet.